# Brødrene Larsen Jernstøberi
Brødrene Larsen Jernstøberi var en maskinfabrik i Aså i Brønderslevs kommun på Jylland, Danmark, som tillverkade råoljemotorer, dieselmotorer och jordbruksmaskiner och -utrustning.
Företaget grundades av den 23-årige smeden Gregers Christan Larsen (död 1926) i Asaa 1898, där han byggde en smedja. Han började bygga båtmotorer, som han kallade Densil. Efter några år anlade han det första gjuteriet i Vendsyssel. Där tillverkades smörkärnor, tröskverk, hästvandringar, harvar och annan utrustning och andra redskap för jordbrukets behov.
Omkring 1910 började företaget tillverka stationära encylindriga fyrtaktsmotorer. Sönerna Ingeman, Gregers och Hans övertog företagets ledning 1912 och 1914 upptogs tillverkning av tändkulemotorer till fiskebåtar. 
Under första världskriget, med brist på petroleum, gick motorförsäljningen ned, men företaget introducerade 1917 den framgångsrika kvarnen "Diamant", som också såldes bra på export. År 1927 återupptogs produktion av petroleummotorer, som var då var kopior av amerikanska Witte. De sista petroleumsmotorerna levererades 1946.
Omkring 1935 introducerades liggande dieselmotor, som framför allt kom i bruk på större gårdar, i industrier och på torvtäkter, och en annan stor produkt var mjölkmaskiner. 
Produktion skedde i Aså till 1992 och företaget tillverkade motorer fram till 1995.
Den tidigare praktfulla fabriksbyggnaden, som uppfördes 1922 nära hamnen i Aså, är bevarad. Lokala krafter arbetar (2022) för att etablera lokalerna som ett kulturhus.